# نورمان بيلي
نورمان بيلي (بالإنجليزية: Norman Bailey)‏ هو لاعب كرة قدم بريطاني (وحمل سابقاً جنسية المملكة المتحدة لبريطانيا العظمى وأيرلندا) في مركز الدفاع، ولد في 23 يوليو 1857 في المملكة المتحدة، وتوفي في 13 يناير 1923. شارك مع منتخب إنجلترا لكرة القدم. أما مع النوادي، فقد لعب مع Wanderers F.C. ‏.

## وصلات خارجية
- نورمان بيلي على موقع قاعدة بيانات كرة القدم.إي يو (الإنجليزية)
- نورمان بيلي على موقع ناشيونال فوتبول تيمز (الإنجليزية)